# Stephanocyathus coronatus
Stephanocyathus coronatus är en korallart som först beskrevs av Pourtalès 1867.  Stephanocyathus coronatus ingår i släktet Stephanocyathus och familjen Caryophylliidae. Inga underarter finns listade i Catalogue of Life.